# Joe Buschmann
Josef Wilhelm „Papa Joe“ Buschmann (* 6. April 1925 in Wattenscheid; † 13. Oktober 2015) war ein deutscher Jazzmusiker und Gastronom. Er betrieb mehrere Musiklokale in Köln.

## Leben und Wirken
Buschmann, der in Köln aufwuchs, gründete mit 15 Jahren ein Salonorchester, das er bis zum Abitur nebenbei betrieb. Nach Kriegsende studierte er in Münster und trat nebenbei fast täglich als Pianist in britischen Offizierscasinos auf. Die Idee, Musik mit Gastronomie zu verbinden, konnte er erst nach Eröffnung eines kleinen Hotels 1956 in Köln verwirklichen, in dessen Bierbar Buschmann selbst als Barpianist fungierte. Buschmann gründete 1964 am Rudolfplatz im Keller der Hahnentorburg das „Orchestrion“, die erste Diskothek in Köln. In den Pausen der Disk-Jockeys, unter anderem Frank Elstner, Ray Miller oder Jack White, versuchte er die Gäste mit einem dort befindlichen Orchestrion aus dem Jahr 1903 zu unterhalten.
In der wiederbelebten Kölner Altstadt gründete Buschmann 1974 Papa Joe’s Jazzlokal und wenig später Papa Joe’s Biersalon Klimperkasten. In Papa Joe’s Jazzlokal tritt seit 1974 täglich wechselnd eine Jazzband auf – in der Regel im Swing- oder im Dixieland-Stil; inzwischen ist auch Soul, Funk- und Latin Jazz dabei. Im Klimperkasten, wo von Buschmann gesammelte historische mechanische Musikinstrumente zu hören sind, trat der Hausherr selbst ab und an als Pianist auf. In seinen letzten Jahren begleitete Buschmann weiterhin das Gesangstrio Die Schmonzetten, für das er außerdem arrangierte. Ferner arrangierte er einen kabarettistischen Otto-Reutter-Abend, der wiederholt in Köln und im Umland aufgeführt wurde.

## Diskographische Hinweise
- Die Schmonzetten Always (Meyer Records 2011)[3]
- Aglaja Camphausen & Die Schmonzetten (Meyer Records 2008)[4]
- Klimperkasten-Musik